# حاتم بجاتو
حاتم بجاتو ( ولد في 12 يناير 1961 بمحافظة الإسكندرية - 12 ديسمير 2019 في ألمانيا) هو قاضي مصري سابق والوزير السابق لشئون المجالس النيابية. شغل عضو لجنة الانتخابات الرئاسية 2012، ورئيس «هيئة المفوضين» في المحكمة الدستورية العليا، ومستشار وزير العدل. كان أحد المشاركين في وضع سياسات قانون تجريم ختان الإناث. وكان له قرار أثار جدلا كبيرا ومثل صفعة للحكومة عندما ترأس لجنة أقرت ببطلان القانون 100 لسنة 1993 والخاص بتنظيم العمل النقابي. وكان عضوًا بأمانة لجنة الانتخابات الرئاسية 2005 والتي نفى حدوث أي تزوير فيها. وفي عهد المجلس الأعلى للقوات المسلحة، كان عضوًا في لجنة التعديلات الدستورية المصرية 2011.
تم تعيينه وزيرا للشئون النيابية يوم 7 مايو 2013.
حصل بجاتو على ليسانس حقوق سنة 1982 بتقدير جيد جامعة الإسكندرية، كما حصل على دبلوم القانون العام سنة 1989 بتقدير جيد جدا من ذات الجامعة. عُين معاونا للنيابة العامة في 6 نوفمبر 1983 وترقى في مناصب النيابة المختلفة حتى عين قاضيا بالمحاكم الابتدائية في 12 سبتمبر 1991، ثم مستشارا بمحاكم الاستئناف في 24 يونيو 2002، ثم مستشارا بمحكمة النقض في 22 يونيو 2005. كما عين بجاتو في 31 ديسمبر 2005 مستشارا بهيئة المفوضين بالمحكمة الدستورية العليا، ثم رئيسا لهيئة المفوضين بالمحكمة في 19 مارس 2008 ، ثم نائبا لرئيس المحكمة الدستورية العليا في 3 أكتوبر 2012 لفترة وجيزة لم تتجاوز الثلاثة أشهر، قبل أن يعود إلى درجته السابقة كرئيس بهيئة المفوضين بالمحكمة بعد تحديد الدستور الجديد لعدد أعضاء هيئة المحكمة الدستورية العليا.
وكان تم ندبه للعمل مستشارا بدولة الكويت خلال الفترة من عام 1998 وحتى عام 2004 . واختير أمينا عاما للجنة الانتخابات الرئاسية التي تولت الإشراف على انتخابات رئاسة الجمهورية التي جرت في العام الماضي.